# Abel Iturralde
Abel Iturralde é uma província da Bolívia localizada no departamento de La Paz, sua capital é a cidade de Ixiamas.